# Альгициды
Альгициды (лат. alga — морская трава, водоросль и caedo — убиваю) — химические препараты из группы гербицидов и биоцидов для уничтожения водяных растений в каналах, водохранилищах и т. д. В качестве альгицидов наиболее широко применяют медный купорос.

## Природные альгициды
Солома ячменя (традиционно в Англии) помещается в сетчатые мешки и плавает в прудах или водных садах, чтобы помочь уменьшить рост водорослей, не принося вреда растениям и животным. Применяемая в качестве альгицида солома ячменя, однако, запрещена в США Агентством по охране окружающей среды (EPA) для использования в качестве пестицида. Также в проведённых тестированиях эффективности ячменной соломы в качестве альгицида в прудах, проведённых одновременно университетами в Англии и США, получены неоднозначные результаты.

## Синтетические альгициды
Синтетические альгициды включают сульфат меди и хлорид бензалкония.